# Ishtar (chanteuse)
Pour les articles homonymes, voir Ishtar (homonymie).
Ishtar (en hébreu : אישתאר), nom de scène d'Eti Zach, née le 10 novembre 1968 à Kiryat-Ata (district de Haïfa, Israël), est une chanteuse israélienne d'origine marocaine et égyptienne. Elle a connu ses premiers succès avec le groupe Alabina (Alabina se composait de la chanteuse Ishtar, qui en était la voix féminine, et du groupe Los Niños de Sara, qui fournissaient les voix masculines et la musique tzigane). Elle parle hébreu, anglais, arabe et français.

## Biographie
Sa mère est juive égyptienne et son père est juif marocain et il est lui aussi musicien. Ishtar et sa sœur sont élevées dans un milieu judéo-arabe. La musique compte beaucoup pour elle dès son enfance. À 15 ans, elle chante déjà professionnellement.
Le surnom Ishtar lui vient de sa grand-mère. C'est une référence à son propre nom Eti, diminutif du prénom Esther en hébreu, et à la déesse akkadienne Ishtar.
Elle fut invitée en France par un de ses amis et tomba amoureuse de ce pays, où elle passe une partie de sa vie.

## Vie privée
Ishtar a donné naissance en 2007 à des jumeaux.

## Carrière musicale

### Le groupe Alabina
Ishtar s'associa au groupe Los Niños de Sara en 1996 afin de créer Alabina, un groupe dont elle est la chanteuse et dont le répertoire est fort influencé par le flamenco et les musiques andalouses.

### Carrière solo
En 2000, le groupe se sépare et chacun enregistre des disques de son côté. Ishtar produit alors quatre nouveaux albums seule. Ses influences sont un peu plus pop, mais la musique arabe reste l'origine principale. Elle y chante en arabe, en hébreu, en français, en anglais et en espagnol.

## Succès
Elle est connue en France grâce au titre Alabina (le groupe) Fiesta Mora , sorti dans les années 90, puis renommé "Como Tú" dans les années 2000, qui est une reprise de Farid El Attrach qui est la BO de la série de films La Vérité si je mens ! (série de films).
Pour La Vérité si je mens ! 2, elle écrit et la chanson  C'est la vie avec le rappeur Bouga et le chanteur de raï Dida.
Elle a également repris la chanson Comme Toi de Jean-Jacques Goldman.
En 2009, son duo Yahad qui signifie « ensemble » chanté avec Kobi Peretz a connu le succès. Ishtar a reçu un award de diamant au Big Apple Music Award de New York en novembre 2009.
En 2016, elle sort l'album solo Baila qui se classe lors de sa sortie numéro 50 du Top album en France. Deux semaines après la sortie de l'album, il se classe numéro 28 du top album.

## Discographie
Ishtar a sorti sept albums, dont trois avec le groupe Alabina.

### Avec le groupe Alabina
- Alabina (1996)
  - Alabina
  - Lolaï (Ya habibi ya eyni)
  - Rona
  - Baila Maria
  - Lo que tu dices (Harramt ahebbak)
  - Yo te vi (Ah Ya Zein)
  - Espero
  - Eshebo (Chebba)
  - Tierra Santa
  - Yo te quiero, tu me quieres
  - Linda
  - Alabina (version espagnole)

- Sahara (1999)
  - Lolole
  - Salam, la paz al final
  - Choukrane
  - Vengan, Vengan (Ya habaybi, ya ghaybine)
  - Sevillano
  - Somos Gitanos
  - Azima Leyla
  - Loli, Lolita, Lola (Rikdi)
  - Habibi de mis amores (Habibi ya nour el ein)
  - Me encuentro en tu desierto (Sahara)
  - Santa Maria
  - Ya Mama (Tu m'as tant donné)

- Alabina, l'essentiel (2000)
  - Alabina
  - Comme toi
  - Salma ya salama (Ole y Ola)
  - Lolole
  - Baila Maria
  - Lolai (Ya habibi ya enyi)
  - Yo te vi (Ah ya zien)
  - Choukrane
  - Ya Mama, ya Mama
  - Eshebo (Chebba)
  - Tierra Santa
  - Santa Maria
  - Linda
  - Shir ha' keshet (The rainbow song)
  - La Cubanita
  - Salam, la paz al final
  - Vengan, Vengan (Ya habaybi, ya ghaybine)
  - Alabina (version espagnole)

### Albums seule
- Ishtar, la voix d'Alabina (2000)
  - Corps étranger
  - Si tu ouvres tes bras
  - Horchat hai caliptus
  - Lamouni (Ligharou meni)
  - Et qu'un ange passe
  - Last kiss
  - Yalla
  - Mille et une nuits
  - Apprivoise-moi
  - Depuis qu'il m'aime
  - Où tu t'endors
  - Je n'oublie rien

- Truly Emet (2005)
  - Lo daї baahava
  - Nasse ve tiré
  - Daf hadash
  - Ls'orech ha yam (en duo avec Ofra Haza)
  - Emet lyrics
  - Allahalek ya sidi
  - Ad mahar
  - Aba
  - C'est la vie my baby (Version anglaise)
  - Hozer eleha
  - Last kiss
  - Horchat Hai Caliptus

- Je sais d'où je viens (2005)
  - Sin ti
  - Ragga boom
  - Diki diki
  - Aime la vie
  - Je sais d'où je viens
  - Habibi (Sawah)
  - Dis le moi
  - Loin de ce monde fou
  - Fi hawak
  - Yalla yalla
  - Helwa ya baladi

- Le best of d'Ishtar Alabina (2009)

- - Yahad (avec Kobi Peretz)
  - Habibi (Sawah)
  - Alabina
  - Vengan, vengan
  - Salma ya salama
  - Horshat hai caliptus
  - Comme toi
  - Helwa ya baladi
  - Eshebo
  - Allahalek ya sidi
  - C'est la vie
  - Lolole (Don't let me be misunderstood)
  - Lamouni
  - Yo te vì
  - Salam la paz al final
  - Ima

- 7 (2012)
  - Forever
  - Mi Amor (Guapa)
  - Adios Barcelona
  - Une Sueno
  - Bethibini
  - Lady Revolver
  - Vida Mia
  - Paradise
  - Dona dona (Petit garçon)
  - Get Loud
  - Kaman we kaman
  - Oblache le bialo (Bulgarian song)
  - Mi Amor (Guapa) (Radio Remix)

- Baila (2016)[3]
  - À Paris
  - Baila
  - La vida es un carnaval
  - Petite Marie
  - Il Joue (Toca)
  - Pour toi et moi
  - La foule / Amor de mis amores
  - Foule sentimentale
  - Tourne-moi la tête
  - Dana Dana
  - Eucalyptus
  - À Paris (Zafrir Ifrah remix)

### Albums solo classés
| Titre | Détails de l'album                                                             | Meilleure position | Meilleure position |
| Titre | Détails de l'album                                                             | FRA                | BEL (Wl)           |
| ----- | ------------------------------------------------------------------------------ | ------------------ | ------------------ |
| Baila | - Sortie : 24 juin 2016, - Label : Shilav Music - Formats : CD, téléchargement | 28                 | 74                 |

### Single solo
| Année | Titre                           | Classement | Classement | Album |
| Année | Titre                           | FRA        | BEL (Wl)   | Album |
| ----- | ------------------------------- | ---------- | ---------- | ----- |
| 2001  | C'est la vie (avec Bouga, Dida) | 42         | /          |       |
| 2001  | C'est la vie (remix)            | 32         | /          |       |
| 2016  | À Paris                         | 101        | /          | Baila |